# Samadet
Samadet (prononcé [samadɛ] ; Samadèth, en occitan) est une commune du Sud-Ouest de la France, située dans le département des Landes (région Nouvelle-Aquitaine).

## Géographie

### Localisation
La commune est située dans le vignoble de Tursan sur la route nationale 644 entre Saint-Sever et Auriac.

### Communes limitrophes
Les communes limitrophes sont Mant, Arboucave, Aubagnan, Bats, Hagetmau, Monségur, Serres-Gaston et Urgons.
| Serres-Gaston | Aubagnan | Bats      |
| Hagetmau      | Samadet  | Urgons    |
| Monségur      | Mant     | Arboucave |

### Climat
Pour des articles plus généraux, voir Climat de la Nouvelle-Aquitaine et Climat des Landes.
Historiquement, la commune est dans une zone de transition entre les climats océaniques aquitain et montagnard.  
En 2020, Météo-France publie une typologie des climats de la France métropolitaine dans laquelle la commune est exposée à un climat océanique et est dans la région climatique Aquitaine, Gascogne, caractérisée par une pluviométrie abondante au printemps, modérée en automne, un faible ensoleillement au printemps, un été chaud (19,5 °C), des vents faibles, des brouillards fréquents en automne et en hiver et des orages fréquents en été (15 à 20 jours).
Pour la période 1971-2000, la température annuelle moyenne est de 13,3 °C, avec une amplitude thermique annuelle de 14,6 °C. Le cumul annuel moyen de précipitations est de 1 099 mm, avec 11,7 jours de précipitations en janvier et 7,7 jours en juillet. Pour la période 1991-2020, la température moyenne annuelle observée sur la station météorologique la plus proche, située sur la commune d'Urgons à 4 km à vol d'oiseau, est de 14,0 °C et le cumul annuel moyen de précipitations est de 1 009,4 mm,. Pour l'avenir, les paramètres climatiques de la commune estimés pour 2050 selon différents scénarios d’émission de gaz à effet de serre sont consultables sur un site dédié publié par Météo-France en novembre 2022.

## Urbanisme

### Typologie
Au 1er janvier 2024, Samadet est catégorisée commune rurale à habitat dispersé, selon la nouvelle grille communale de densité à sept niveaux définie par l'Insee en 2022.
Elle est située hors unité urbaine et hors attraction des villes,.

### Occupation des sols

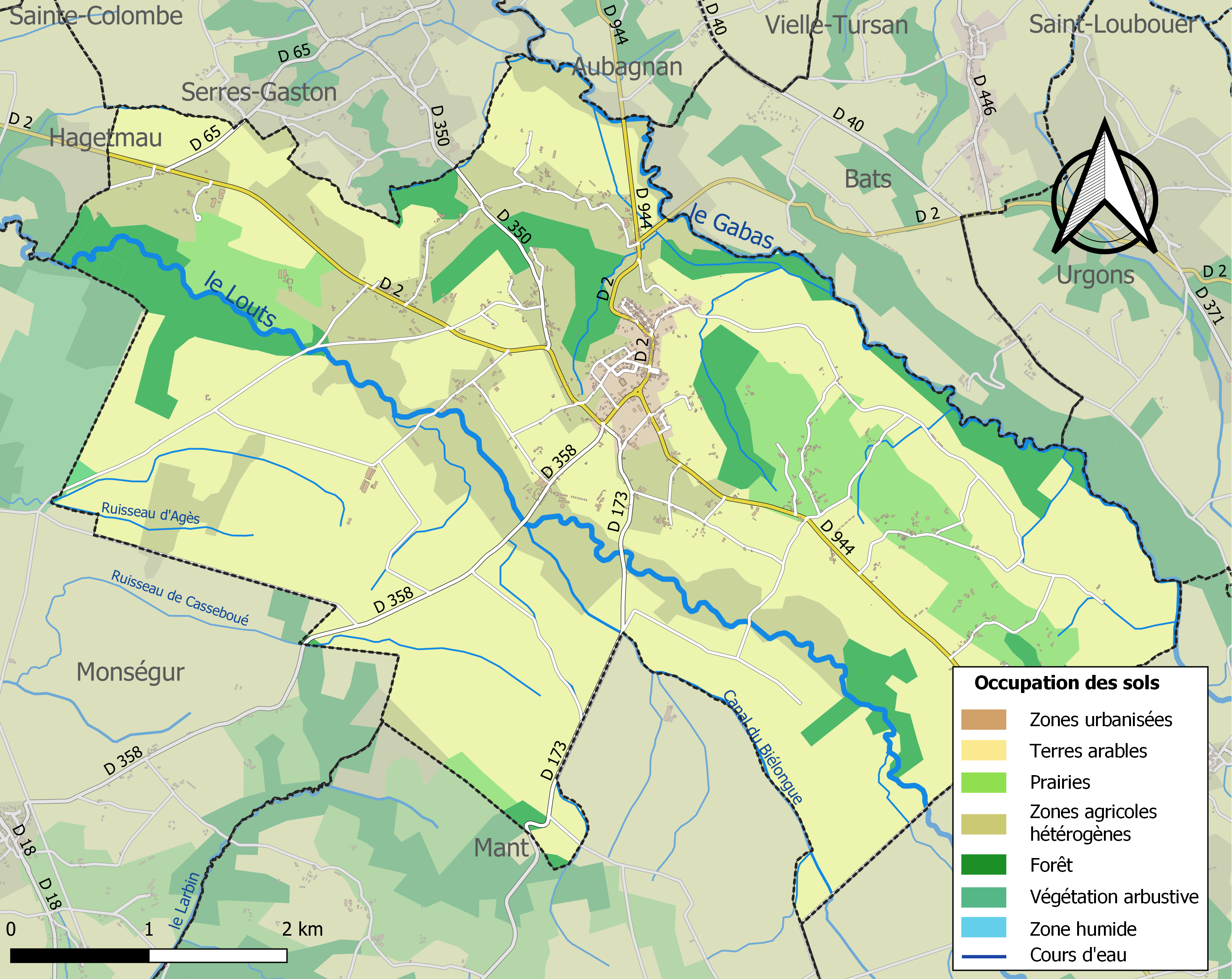
Carte des infrastructures et de l'occupation des sols de la commune en 2018 (CLC).

L'occupation des sols de la commune, telle qu'elle ressort de la base de données européenne d’occupation biophysique des sols Corine Land Cover (CLC), est marquée par l'importance des territoires agricoles (87,2 % en 2018), en augmentation par rapport à 1990 (83 %). La répartition détaillée en 2018 est la suivante : terres arables (58,9 %), zones agricoles hétérogènes (20 %), forêts (10,9 %), prairies (8,2 %), zones urbanisées (1,8 %), milieux à végétation arbustive et/ou herbacée (0,1 %). L'évolution de l’occupation des sols de la commune et de ses infrastructures peut être observée sur les différentes représentations cartographiques du territoire : la carte de Cassini (XVIIIe siècle), la carte d'état-major (1820-1866) et les cartes ou photos aériennes de l'IGN pour la période actuelle (1950 à aujourd'hui).

### Voies de communication et transports

#### Voies
| 77 odonymes recensés à Samadet au 19 janvier 2014 | 77 odonymes recensés à Samadet au 19 janvier 2014 | 77 odonymes recensés à Samadet au 19 janvier 2014 | 77 odonymes recensés à Samadet au 19 janvier 2014 | 77 odonymes recensés à Samadet au 19 janvier 2014 | 77 odonymes recensés à Samadet au 19 janvier 2014 | 77 odonymes recensés à Samadet au 19 janvier 2014 | 77 odonymes recensés à Samadet au 19 janvier 2014 | 77 odonymes recensés à Samadet au 19 janvier 2014 | 77 odonymes recensés à Samadet au 19 janvier 2014 | 77 odonymes recensés à Samadet au 19 janvier 2014 | 77 odonymes recensés à Samadet au 19 janvier 2014 | 77 odonymes recensés à Samadet au 19 janvier 2014 | 77 odonymes recensés à Samadet au 19 janvier 2014 | 77 odonymes recensés à Samadet au 19 janvier 2014 | 77 odonymes recensés à Samadet au 19 janvier 2014 |
| Allée                                             | Avenue                                            | Bld                                               | Chemin                                            | Cité                                              | Impasse                                           | Passage                                           | Place                                             | Quai                                              | Rd-point                                          | Route                                             | Rue                                               | Square                                            | Villa                                             | Autres                                            | Total                                             |
| ------------------------------------------------- | ------------------------------------------------- | ------------------------------------------------- | ------------------------------------------------- | ------------------------------------------------- | ------------------------------------------------- | ------------------------------------------------- | ------------------------------------------------- | ------------------------------------------------- | ------------------------------------------------- | ------------------------------------------------- | ------------------------------------------------- | ------------------------------------------------- | ------------------------------------------------- | ------------------------------------------------- | ------------------------------------------------- |
| 1                                                 | 2                                                 | 0                                                 | 55                                                | 0                                                 | 1                                                 | 0                                                 | 3                                                 | 0                                                 | 0                                                 | 8                                                 | 5                                                 | 0                                                 | 0                                                 | 2                                                 | 77                                                |
| Notes « N »                                       | Notes « N »                                       | 1. 2. 3. 4. 5. 6.                                 | 1. 2. 3. 4. 5. 6.                                 | 1. 2. 3. 4. 5. 6.                                 | 1. 2. 3. 4. 5. 6.                                 | 1. 2. 3. 4. 5. 6.                                 | 1. 2. 3. 4. 5. 6.                                 | 1. 2. 3. 4. 5. 6.                                 | 1. 2. 3. 4. 5. 6.                                 | 1. 2. 3. 4. 5. 6.                                 | 1. 2. 3. 4. 5. 6.                                 | 1. 2. 3. 4. 5. 6.                                 | 1. 2. 3. 4. 5. 6.                                 | 1. 2. 3. 4. 5. 6.                                 | 1. 2. 3. 4. 5. 6.                                 |
| Sources : rue-ville.info & OpenStreetMap          |                                                   |                                                   |                                                   |                                                   |                                                   |                                                   |                                                   |                                                   |                                                   |                                                   |                                                   |                                                   |                                                   |                                                   |                                                   |

### Risques naturels et technologiques

#### Risques majeurs
Le territoire de la commune de Samadet est vulnérable à différents aléas naturels : météorologiques (tempête, orage, neige, grand froid, canicule ou sécheresse), inondations, mouvements de terrains et séisme (sismicité modérée). Il est également exposé à un risque technologique,  le transport de matières dangereuses. Un site publié par le BRGM permet d'évaluer simplement et rapidement les risques d'un bien localisé soit par son adresse soit par le numéro de sa parcelle.

#### Risques naturels
Certaines parties du territoire communal sont susceptibles d’être affectées par le risque d’inondation par débordement de cours d'eau, notamment le Gabas et le Louts. La commune a été reconnue en état de catastrophe naturelle au titre des dommages causés par les inondations et coulées de boue survenues en 1989, 1991, 1999, 2009 et 2018,.
Les mouvements de terrains susceptibles de se produire sur la commune sont des tassements différentiels.

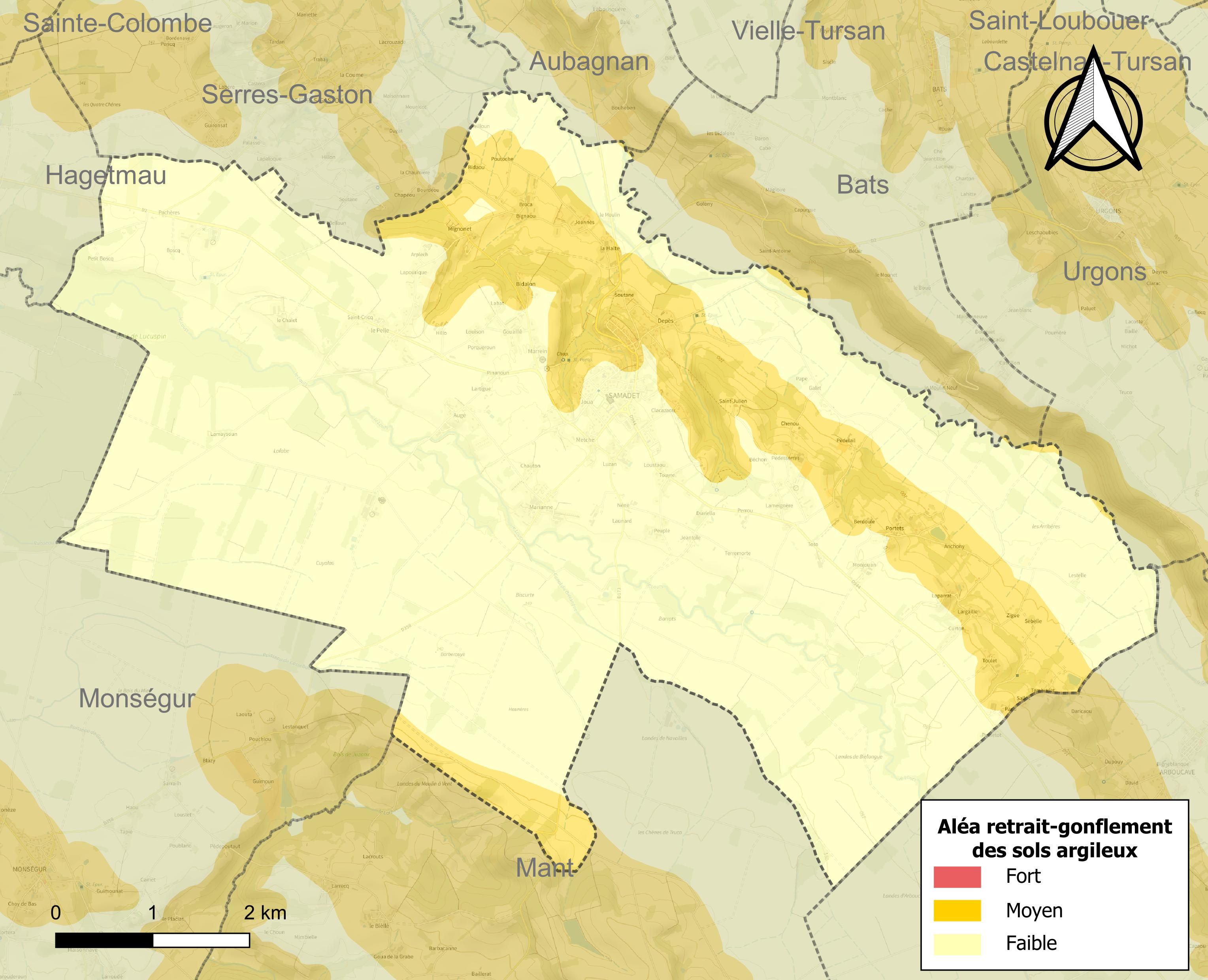
Carte des zones d'aléa retrait-gonflement des sols argileux de Samadet.

Le retrait-gonflement des sols argileux est susceptible d'engendrer des dommages importants aux bâtiments en cas d’alternance de périodes de sécheresse et de pluie. 19,3 % de la superficie communale est en aléa moyen ou fort (19,2 % au niveau départemental et 48,5 % au niveau national). Sur les 524 bâtiments dénombrés sur la commune en 2019,  205 sont en aléa moyen ou fort, soit 39 %, à comparer aux 17 % au niveau départemental et 54 % au niveau national. Une cartographie de l'exposition du territoire national au retrait gonflement des sols argileux est disponible sur le site du BRGM,.
Concernant les mouvements de terrains, la commune a été reconnue en état de catastrophe naturelle au titre des dommages causés par la sécheresse en 1989 et 1991 et par des mouvements de terrain en 1999.

#### Risques technologiques
Le risque de transport de matières dangereuses sur la commune est lié à sa traversée par une ou des infrastructures routières ou ferroviaires importantes ou la présence d'une canalisation de transport d'hydrocarbures. Un accident se produisant sur de telles infrastructures est susceptible d’avoir des effets graves sur les biens, les personnes ou l'environnement, selon la nature du matériau transporté. Des dispositions d’urbanisme peuvent être préconisées en conséquence.

## Politique et administration
| Période                                  | Période   | Identité       | Étiquette | Qualité                      |
| ---------------------------------------- | --------- | -------------- | --------- | ---------------------------- |
| mars 2001                                | mars 2008 | Monique Soum   |           |                              |
| mars 2008                                | 2020      | Jean Hirigoyen | DVG       | Retraité Éducation nationale |
| 2020                                     | En cours  | Bernard Tastet |           |                              |
| Les données manquantes sont à compléter. |           |                |           |                              |

### Jumelage
- Buschwiller, département du Haut-Rhin (France) depuis 1982

## Démographie
| 1793  | 1800  | 1806  | 1821  | 1831  | 1836  | 1841  | 1846  | 1851  |
| ----- | ----- | ----- | ----- | ----- | ----- | ----- | ----- | ----- |
| 1 573 | 1 366 | 1 370 | 1 418 | 1 468 | 1 509 | 1 456 | 1 594 | 1 584 |

| 1856  | 1861  | 1866  | 1872  | 1876  | 1881  | 1886  | 1891  | 1896  |
| ----- | ----- | ----- | ----- | ----- | ----- | ----- | ----- | ----- |
| 1 571 | 1 540 | 1 548 | 1 361 | 1 418 | 1 362 | 1 312 | 1 329 | 1 243 |

| 1901  | 1906  | 1911  | 1921  | 1926  | 1931  | 1936  | 1946  | 1954  |
| ----- | ----- | ----- | ----- | ----- | ----- | ----- | ----- | ----- |
| 1 247 | 1 235 | 1 217 | 1 132 | 1 134 | 1 103 | 1 099 | 1 033 | 1 009 |

| 1962  | 1968  | 1975  | 1982 | 1990  | 1999  | 2006  | 2011  | 2016  |
| ----- | ----- | ----- | ---- | ----- | ----- | ----- | ----- | ----- |
| 1 079 | 1 073 | 1 030 | 970  | 1 009 | 1 010 | 1 028 | 1 072 | 1 149 |

| 2021  | 2022  | - | - | - | - | - | - | - |
| ----- | ----- | - | - | - | - | - | - | - |
| 1 131 | 1 131 | - | - | - | - | - | - | - |

## Culture locale et patrimoine

### Lieux et monuments

#### Édifices et sites
- Église Saint-Jean-Baptiste de Samadet.
- Église Saint-Julien de Samadet.
- Espace de Céramique contemporaine, Centre culturel du Tursan à Samadet.
- Musée départemental de la faïence et des arts de la table.

### Personnalités liées à la commune
- Alejandro Talavante
- Jean Dyzès